# Jerzy Syrokomla-Syrokomski
Jan Jerzy Syrokomla-Syrokomski (ur. 23 czerwca?/5 lipca 1878 w Żytomierzu, zm. 21 maja 1958 we Wrocławiu) – podpułkownik pilot inżynier Wojska Polskiego.

## Życiorys
Urodził się w Żytomierzu, w rodzinie Macieja Mikołaja i Henryki z Emmotów. Po ukończeniu szkoły powszechnej i gimnazjum wyjechał do Kijowa, gdzie w Korpusie Kadetów zdał maturę. W 1887 roku rozpoczął studia wojskowe w Mikołajewskiej Szkole Inżynieryjnej w Petersburgu.
Po ukończeniu studiów otrzymał awans do stopnia podporucznika i skierowano go do 15 batalionu saperów w Warszawie na stanowisko kwatermistrza, a następnie dowódcy oddziału gospodarczego. Następnie obejmował stanowiska: instruktor inżynierii w sztabie 4 Brygady Saperów w Warszawie (1901), dowódca 3 kompanii 15 baonu saperów (1902), w 1903 roku we wschodniej Mandżurii formował 1 batalion kolejowy, naczelny inżynier armii mandżurskiej prowincji Liaoning (1904). W latach 1904–1905 w czasie wojny rosyjsko-japońskiej dowodził kompanią techniczną Kolei Wschodniochińskiej gdzie kierował budową umocnień fortecznych w Tieling. W kwietniu 1906 został przeniesiony do sztabu Zaamurskiej Brygady Kolejowej w Harbinie gdzie objął dowództwo 2 kompanii 1 pułku. Do Warszawy powrócił 3 lutego 1907 do macierzystego 15 batalionu saperów na stanowisko dowódcy 1 kompanii. W latach 1908–1910 dowodził 1. i 2. kompanią w 10 baonie saperów w Ostrołęce utworzył tam sekcją elektrotechniczną. W 1912 skierowany został do Oficerskiej Szkoły Aeronautycznej w Petersburgu po ukończeniu otrzymał przydział do 11 kompanii aeronautycznej na stanowisko obserwatora balonowego, później odbył kurs pilota samolotowego w Szkole Lotniczej w Gatczynie. 11 sierpnia 1913 awansował, został dowódcą oddziału lotniczego w twierdzy Modlin.
Po wybuchu I wojny światowej objął dowództwo pułku lotniczego (dawnego oddziału lotniczego). 22 września w rejonie Jabłonna Pomorskiego podczas jednego z lotów rozpoznawczych został zestrzelony i ranny. Wzięty do niewoli niemieckiej przebywał kolejno w obozach: Küstrin, Bad Colberg i Ingolstadt. Podczas pobytu w niewoli uczył Polaków literatury polskiej a oficerów francuskich zapoznawał z historią Polski. W maju 1915 podjął próbę ucieczki z obozu jenieckiego do Legionów Polskich, został schwytany i osadzony w obozie Hirschberg koło Norymbergi. 15 listopada 1917 przebywał w obozie w Neustadt (Süd Harz) (Süd Harz) skąd 22 lutego 1918 ze względu na zły stan zdrowia został zwolniony. W marcu powrócił do Warszawy i rozpoczął pracę na Wydziale Naukowym Komisji Wojskowej. W listopadzie został kierownikiem Wydziału Pośrednictwa Pracy. 5 listopada 1918 roku członkowie Polska Organizacja Wojskowa zajęli austro-węgierski hangar wojskowego parku lotniczego wraz z wyposażeniem, paliwem oraz 5 samolotów.
20 listopada 1918 został przyjęty do Wojska Polskiego z zatwierdzeniem posiadanego stopnia majora ze starszeństwem z 7 listopada 1918 i przydzielony do Krakowskiego Okręgu Generalnego z zadaniem sformowania 2. oddziału lotniczego. 6 lutego 1919 Naczelny Wódz Józef Piłsudski mianował go z dniem 1 grudnia 1918 pilotem. W kwietniu 1919, po utworzeniu 2 eskadry lotniczej w Lublinie, zdał jej dowództwo por. Wiktorowi Robotyckiemu i przystąpił do organizacji wysuniętego lotniska dla eskadry we Włodzimierzu Wołyńskim. 6 czerwca 1919 Komisariat Naczelnej Rady Ludowej mianował go podpułkownikiem w wojskach lotniczych. 24 czerwca 1920 został zatwierdzony z dniem 1 kwietnia 1920 w stopniu podpułkownika, w wojskach lotniczych, w grupie oficerów byłych Korpusów Wschodnich i byłej armii rosyjskiej. 10 lutego 1922 został przeniesiony do rezerwy. 8 stycznia 1924 został zatwierdzony w stopniu podpułkownika ze starszeństwem z 1 czerwca 1919 i 1. lokatą w korpusie oficerów rezerwy lotnictwa. Posiadał przydział w rezerwie do 3 Pułku Lotniczego w Poznaniu. 7 września 1925 został przeniesiony w stan spoczynku.

### Działalność wydawnicza i społeczna
Jerzy Syrokomla-Syrokomski angażował się także w działalność publicystyczną i społeczną; był redaktorem gazety „Orędownik spod Jasnej Góry i Ostrej Bramy” (wychodzącej w Warszawie w latach 1906–1907) i na jej łamach pod pseudonimem „Almokorys” zamieszczał wiersze. Z inicjatywy biskupa Kazimierza Ruszkiewicza zorganizował w 1908 kursy maturalne dla polskich uczniów. W 1913 będąc pilotem opublikował artykuł „Płatowiec jako wywiadowca i jednostka bojowa”, a w 1918 w czasopiśmie Bellona opublikował artykuł „Lotnictwo jako samodzielny rodzaj broni” (nr.11/1918), w tym artykule podkreślał ważność roli przyszłego polskiego lotnictwa wojskowego jako samodzielnej formacji.
Jako ppłk. lotnictwa polskiego w 1919 był jednym z inicjatorów i założycieli czasopisma lotniczego Polska Flota Napowietrzna i został wybrany redaktorem naczelnym tego czasopisma. Było to pierwsze czasopismo lotnicze opublikowane w niepodległej Polsce.
Z jego inicjatywy oraz redakcji „Polskiej Floty Napowietrznej” zorganizowano w 1919 roku w Poznaniu pierwsze w niepodległej Polsce pokazy i zawody lotniczo-sportowe które nazwano „I Konkurs Lotniczy”.
W czasie tworzenia Aeroklubu Polskiego w Poznaniu był jednym z założycieli oraz został wybrany wiceprezesem tego Aeroklubu.
Aeroklub Polski w Poznaniu to pierwsza w Polsce organizacja lotnictwa sportowego która w lutym 1920 została przyjęta do reprezentowania polskiego lotnictwa sportowego w Międzynarodowej Federacji Lotniczej (FAI).
Od roku 1923 piastował następujące funkcje: przewodniczący komisji wydawniczej Ligi Obrony Powietrznej Państwa w Poznaniu, prezes Stowarzyszenia Polsko-Tureckiego (założyciel, prezes 5 kolejnych lat), prezes ogólnopolskiego Związku Wynalazców RP (1927r.), a w latach 1927–1930 prezes Ligi Popierania Twórczości Wynalazczej (przekształcona ze Związku Wynalazców RP).
Interesował się nowościami technicznymi na świecie, założył polskie czasopismo techniczne, „Wiadomości Techniczne” (organ Stow. Inżynierów i Architektów), redagował ilustrowany miesięcznik „Wynalazki i Odkrycia”, organ Związku Wynalazców RP, późniejszy Ligi Popierania Twórczości Wynalazczej.

### II wojna światowa
Podczas okupacji niemieckiej mieszkał w Warszawie. W czerwcu 1944 r. wstąpił do Polskiego Stronnictwa Demokratycznego, a 3 czerwca wstąpił do Polskiej Armii Ludowej, otrzymał stopień pułkownika i pod pseudonimem „Wicher” dowodził baonem partyzanckim Grupy „Miłosza”.

## Okres powojenny
Po wojnie w 1945 zamieszkał we Wrocławiu, gdzie podjął pracę w dolnośląskim okręgowym biurze PCK jako inspektor, a następnie jako pełnomocnik Zarządu Głównego. W późniejszym czasie pracował w Miejskim Przedsiębiorstwie Budowlano-Remontowym we Wrocławiu na stanowisku zastępcy naczelnika administracyjno-handlowego. Pełnił funkcję przewodniczącego lokalnego koła Stronnictwa Demokratycznego oraz ławnikiem Sądu Okręgowego.
Jerzy Syrokomla-Syrokomski był członkiem władz wojewódzkich Stronnictwa Demokratycznego oraz dyrektorem Miejskiej Elektrowni, pisał artykuły do Tygodnika Wrocławskiego.
Zmarł 21 maja 1958 we Wrocławiu, pochowany został na cmentarzu św. Wawrzyńca, w 1986 przeniesiono prochy do rodzinnego grobowca w Grodzisku Mazowieckim.

## Życie prywatne
W 1901 zawarł związek małżeński z Janiną Alberską (1885–1951), z którą miał czworo dzieci:
- Jerzego (1902 – zm. w niemowlęctwie),
- Irenę Wandę (1905–1987), psychologa,
- Zygmunta (1908–2010), harcmistrza ZHP i Szarych Szeregów,
- Jana Jerzego (1909–1982), porucznika piechoty Wojska Polskiego, uczestnika kampanii wrześniowej 1939 w 36 pułku piechoty[1].

Po rozwodzie ożenił się z Heleną z Junosza Piaskowskich (1896–1978), z którą miał troje dzieci:
- Edmunda Jerzego (1912–1995), inspektora sanitarnego,
- Lecha Włodzimierza (1913–1953), podporucznika kawalerii Wojska Polskiego, oficera 1 pułku szwoleżerów i 1 pułku strzelców konnych oraz
- Olenę Barbarę Kasprowicz primo voto Chrzanowską (1914–2007), ps. „Dorota”, „Nowina”, „Olena”, sanitariuszkę Batalionu Golski, uczestniczkę powstania warszawskiego, podporucznik Wojska Polskiego[1].

Pierwszym mężem Oleny był por. sap. Janusz Chrzanowski (ur. 23 stycznia 1911), w marcu 1939 pełniący służbę w batalionie szkolnym Szkoły Podchorążych Saperów na stanowisku dowódcy plutonu 1. kompanii. Porucznik Chrzanowski został zamordowany 28 września 1939 w Majdanie Sieniawskim przez żołnierzy Armii Czerwonej. Drugim mężem Oleny był kpt. dypl. Włodzimierz Kasprowicz (ur. 22 czerwca 1914), szef sztabu 1 Samodzielnej Brygady Spadochronowej. Kapitan Kasprowicz razem z por. Janem Jerzym Syrokomla-Syrokomskim w 1939 pełnił służbę w 36 pułku piechoty.

## Odznaczenia
- Krzyż Walecznych
- Odznaka Pamiątkowa Więźniów Ideowych (1933)
- Order św. Stanisława II i III kl. z mieczami (rosyjski)
- Order św. Anny III kl. (rosyjski)